# The Canterville Ghost (verhaal)

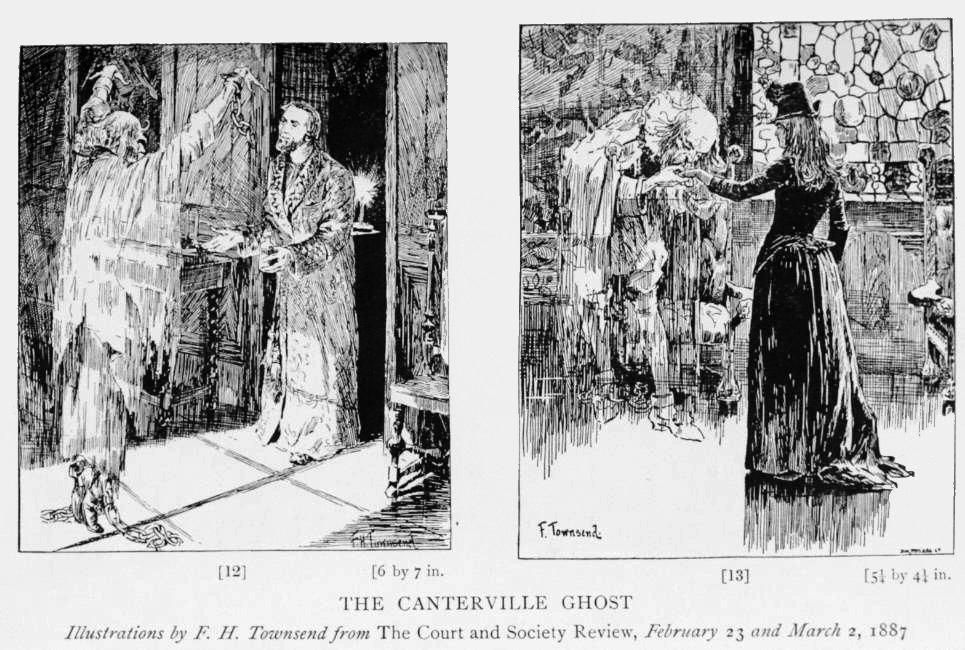
Illustraties van Frederick Henry Townsend uit de The Court and Society Review, 23 februari en 2 maart 1887.

The Canterville Ghost is een novelle van Oscar Wilde, die vaak is gebruikt als basis voor toneelstukken, musicals en verfilmingen. De novelle verscheen in 1887 als serie in het tijdschrift The Court and Society Review en werd vier jaar later opgenomen in een verzameling korte verhalen met de titel Lord Arthur Savile's Crime and Other Stories. Deze bundel bevatte verder de verhalen Lord Arthur Savile's Crime, The Sphinx Without a Secret en The Model Millionaire. In latere edities werd het verhaal The Portrait of Mr. W.H. hieraan toegevoegd.

## Verhaal
Het verhaal voert een Amerikaans ambassadeur ten tonele, de heer Hiram B. Otis, die met zijn gezin naar Engeland reist en daar een spookhuis ('Canterville Chase') betrekt.
Lord Canterville, de vorige eigenaar van het kasteel, is eerlijk genoeg om zijn koper ervan op de hoogte te stellen dat de geest van Sir Simon de Canterville in het kasteel rondwaart sinds hij zijn vrouw Eleonore heeft vermoord. Velen zijn al ten onder gegaan aan de griezelige ontmoetingen met deze verschijning.
Maar Otis doet het spookverhaal af als onzin en slaat de waarschuwingen van Lord Canterville in de wind. Het Amerikaanse gezin zet vervolgens alle moderne middelen van de ratio en producten van de industrie in bij zijn strijd tegen de verschijning.

## Typering
Het verhaal parodieert de spookverhalen en gothic novels die in de romantiek, en zeker in de Engelse literatuur van de negentiende eeuw, populair waren. Tegelijkertijd is het een lichte satire van de cultuurverschillen tussen Amerikaans pragmatisme en Engels gevoel voor het huiveringwekkende. In dit verhaal bereikt Wildes taal nog niet zijn latere aforistische brille, maar spitsvondige invallen zijn toch reeds talrijk. Zo komt er de zinsnede in voor:
we really have everything in common with America nowadays, except, of course, language
("wij [de Britten] hebben tegenwoordig eigenlijk alles met de Amerikanen gemeen, behalve natuurlijk de taal").

## Verfilmingen
Er zijn een groot aantal verfilmingen van het boek gemaakt, waaronder:
- 1944 - Een zeer vrije interpretatie van het boek. Het verhaal speelt zich af in de oorlog. Met Charles Laughton
- 1986 - televisiefilm met Sir John Gielgud en Alyssa Milano
- 1996 - televisiefilm met Patrick Stewart en Cherie Lunghi
- 2021 - televisieserie met Anthony Head en James Lance